# Urðafjall
Urðafjall è una montagna alta 817 metri sul mare situata sull'isola di Kunoy, appartenente all'arcipelago delle Isole Fær Øer settentrionali, amministrativamente parte della Danimarca.
È l'ottava montagna, per altezza, dell'intero arcipelago.